# برندا کی. استار
برندا کی. استار (انگلیسی: Brenda K. Starr؛ زادهٔ ۱۴ اکتبر ۱۹۶۶) یک موسیقی‌دان اهل ایالات متحده آمریکا است.